# Acanthoplus discoidalis
Acanthoplus discoidalis は、キリギリス亜目キリギリス科 Acanthoplus 属に分類される昆虫。5センチメートル程に及ぶ比較的大きな体長、堅い外骨格、棘の生えた前胸部、強力な大顎を持つが、飛翔はしない。雑食性で、鳥類の雛を襲ったという報告があるほか、共食いも行う。
他の近縁種と同様、アーマード・ケイティディド (armoured katydid)、アーマード・グラウンド・クリケット (armoured ground cricket)、アーマード・ブッシュ・クリケット、コーン・クリケット (corn cricket)、セトトジャネ (setotojane) などの一般名を持つ。ナミビア、ボツワナ、南アフリカ共和国などのアフリカ大陸の低木地帯を生息地とし、これらの地域の一部では作物に対する害虫として被害を及ぼしている。

## 形態

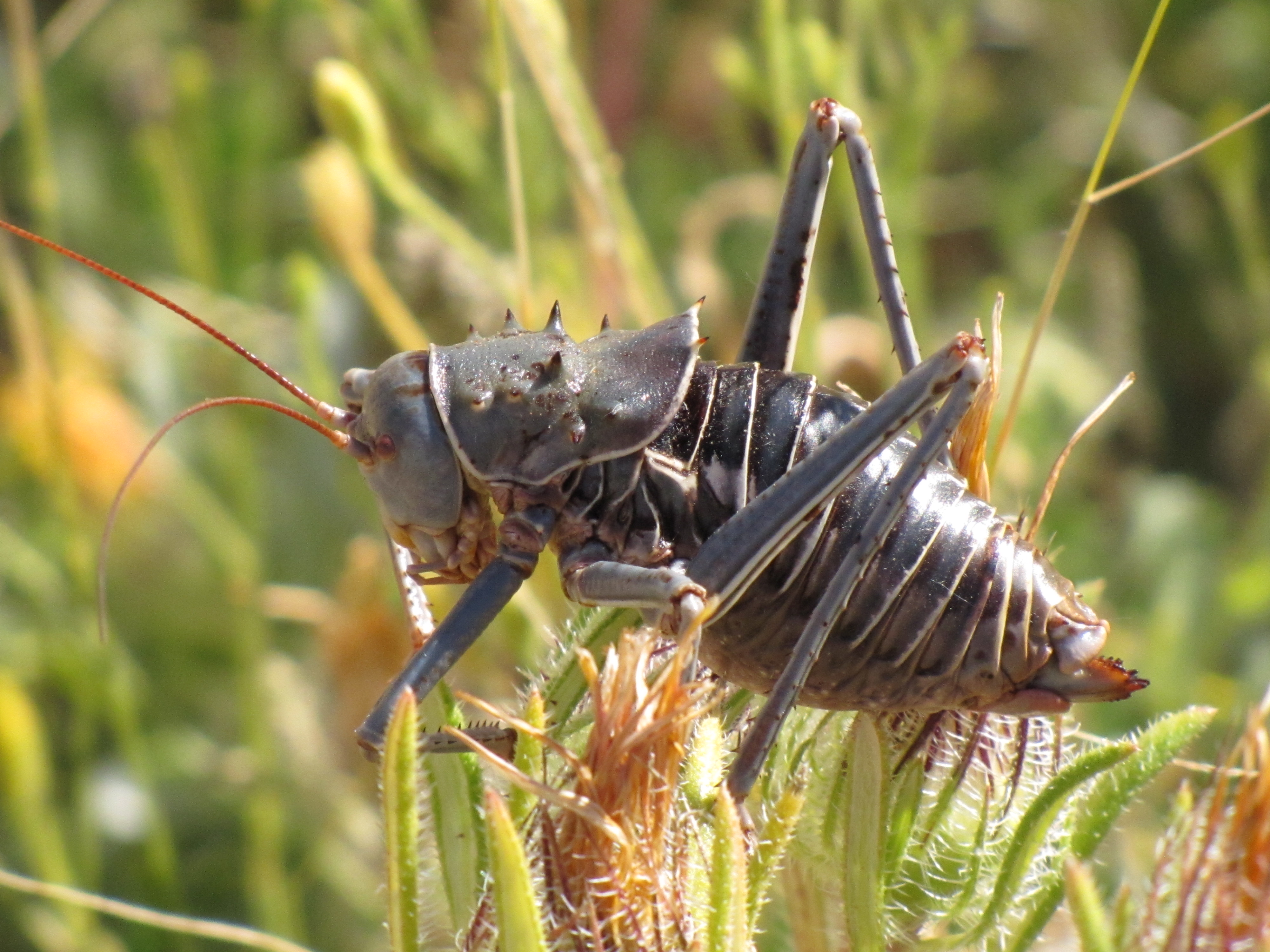
Acanthoplus discoidalis

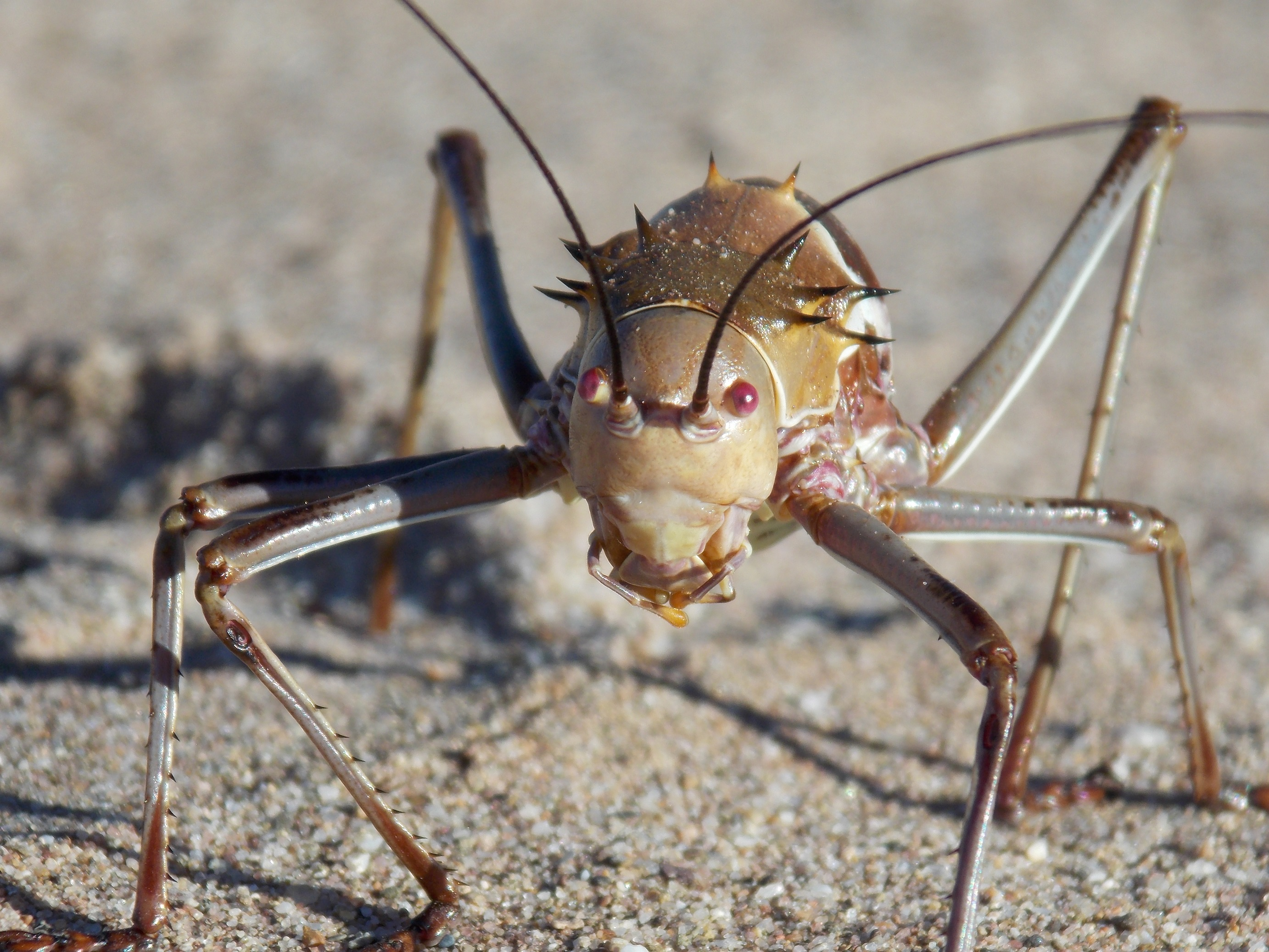
ナミビア共和国南部、フィッシュ・リバー・キャニオンにて。

広胴で非飛翔性、通常は体長5センチメートル（1.95インチ）程度にまで成長する。前胸には円錐形に尖った棘がいくつかある。大顎は強力で、咬まれた場合痛みを伴い得るものであり、これによって硬い草類や腐肉を摂食することが可能になっている。他にも捕食者に対する防御行動として、自身の血リンパを外骨格の孔から噴射させる反射出血を行い、体液が吹き出す距離は数センチメートルに及ぶ。

## 食性
雑食性で、日和見的に様々な摂食行動をする。ボツワナや南アフリカ共和国などで同種がコウヨウチョウの巣の中の雛を襲ったことを確認したという報告が複数あり、 Cheke et al. (2003) は、聴覚的な手段を用いて巣の位置を特定した可能性を示唆している。
また、特にタンパク質や塩分などの養分に不足している時は共食いをするのが一般的である。秋に同種の生息数がピークだったのが、自動車などによって轢き潰される個体が現れると、他の個体がその個体に群がって共食いを始める。この時期には、道路上に同種の死体が大きな斑点を作り上げることがある。

## 天敵防御
同種は堅固な外骨格以外にもいくつかの身を守るための仕組みを体に備え合わせている。その形態は、個体の雌雄や攻撃の受け方によって多岐に渡る。
個体が横から襲われた場合、攻撃者に対して噛みつこうとしたり、オスの場合は音を発して威嚇する（メスにはそのような仕組みは備わっていない）。Bateman ら (2009) による実験では、横から攻撃された状況時のうちの約半分で、攻撃者に対する反射出血を行い、噴射される血リンパの量は5ミリグラムから80ミリグラム、高さは3センチメートル程にまで及んだ。Bateman によれば、血リンパは淡い緑色をしており、相当の刺激臭がするという。
上から襲われた場合、攻撃者に噛みつくためには有利な位置ではないため、横から襲われた時より多くの血リンパを噴射して反射出血を行った。
これまでの実験では、反射出血は少なくとも2種の爬虫類に対して効果があったことが示されているが、何の成分が敵を不快にさせているのかは特定されていない。ただ、同種が摂取する植物に含まれる植物毒素ではないかという仮説があり、その仮説によれば、それを防御物質として用いているのではないかとされている。
反射出血を行った後は、入念に自身の体を拭き取る。これには、他の個体が自身を共食いしに来る可能性を下げる狙いがあるのではないかと Bateman は説明している。研究では、反射出血は攻撃を受けたことにより偶発的に生じた行動ではなく、正確に調整された防御反応であるということが示されている。防御反応としては他にも、攻撃を受けた際に胃の内容物を吐き戻すというものがあり、これは何度も繰り返し襲われている時に最も頻繁に採る行動である。

## 繁殖
同種の求愛行動、繁殖行動はゆっくりとした行程で行われ、通常は日没に始まり、翌日の日の出の時間帯に完了する。まずオスが羽音を立ててメスを引き付け、その後オスが精嚢とメスへ贈る餌を含んだ大きな精莢を生成する。交尾が終わると、新たな精莢を形成するまでの間オスは再び交尾ができなくなる。
メスは最初の卵鞘を産むまでの間に必ず交尾をする。メスはオスから受け取った精子を保存できるので、その後は任意の順序でまた交尾と産卵を繰り返すことができる。これによりオスとしては、交尾を経験した事の無いメス（処女メス）と交尾すると、その分メスの子孫が自分の子孫となる可能性が高くなるので、子孫を残すのに有利になる。処女メスは既交尾メスよりも体が軽いため、オスはこれをもって区別をすることができる。オスは既交尾メスよりも処女メスと交尾を多く行い、精莢をより速くメスに送り出す。

## 人間との関係
南アフリカ共和国において、同種はモロコシや雑穀を食い荒らす害虫に該当する。悪い年には、同種が最大40パーセントの穀物の損失を生み出し得る。殺虫剤を用いれば同種の跋扈を防ぐことができるが、非飛翔性であるため、畑に50センチメートル程の深さの溝を設ければ簡単に活動を制御することができる。さらに溝に毒入りの餌を撒けば、生息数の制御を強化することに繋がり得る。また、鶏用の高蛋白の餌として活用することも提案されている。